# Baronne de Macumer
La baronne de Macumer est un personnage de fiction de La Comédie humaine d'Honoré de Balzac.
Née Armande-Louise-Marie de Chaulieu, vers 1805, elle est la fille du duc de Chaulieu et apparaît pour la première fois dans le roman Mémoires de deux jeunes mariées, en 1823, après sa sortie du couvent des carmélites de Blois où elle écrit à son amie Renée de Maucombe, qui a aussi connu la vie du couvent, pour lui annoncer qu'elle est libre. Sa grand-mère, la princesse de Vaurémont, lui a légué sa fortune. Esprit rebelle, Louise est installée par sa famille dans les anciens appartements qu'occupait la grand-mère dans l'hôtel de Chaulieu.
Elle est peu après présentée dans le monde et elle rencontre Felipe Henarez, un professeur d'espagnol qui l'intrigue et dont elle finit par apprendre qu'il est baron de Macumer. Elle prie Charles de Vandenesse de prendre des renseignements sur Felipe, qu'elle épouse en 1825, le mariage étant conclu avec un contrat et des clauses financières.
Elle repousse avec violence le bonheur simple de son amie d'enfance Renée de Maucombe et, tout à la fois, jalouse le bonheur de son amie qui a eu un fils. Veuve en octobre 1829, elle est citée par la duchesse de Grandlieu, mère de Clotilde, comme un exemple à ne pas suivre lorsqu'elle se remarie avec le poète Marie Gaston, en 1833. Amie de madame Firmiani, elle est souvent citée dans Béatrix.
Les deux jeunes mariés vont habiter Ville-d'Avray, mais le baron meurt prématurément. Plus tard, la baronne de Macumer tombe folle amoureuse de Marie Gaston, mais le soupçonne à tort de la tromper.
Elle se laisse dépérir et meurt de tuberculose en 1835.

## Sources bibliographiques
- Anne-Marie Meininger et Pierre Citron, Index des personnages fictifs de « La Comédie humaine », Paris, Bibliothèque de la Pléiade, 1981, t. XII  (ISBN 2070108775).